# 67 Водолея
67 Водолея (лат. 67 Aquarii, HD 215143) — одиночная звезда в созвездии Водолея на расстоянии приблизительно 408 световых лет (около 125 парсеков) от Солнца. Видимая звёздная величина звезды — +6,405m. Возраст звезды оценивается как около 316 млн лет.

## Характеристики
67 Водолея — бело-голубая звезда спектрального класса B9V или B7,5V. Масса — около 2,46 солнечных, радиус — около 2 солнечных, светимость — около 41,9 солнечных. Эффективная температура — около 10257 К.